# Kayden Carter
Allyssa Lyn Lane (Winter Park, Florida, 20 de mayo de 1988) es una luchadora profesional estadounidense. Conocida por su paso en la empresa WWE, donde se presentaba en la marca Raw bajo el nombre de Kayden Carter, además de formar equipo en parejas al lado de Katana Chance, quienes ya fueran campeonas en parejas una vez. En el circuito independiente se dio a conocer bajo el nombre de Lacey Lane.

## Carrera

### Inicios (2016-2018)
Lane se inscribió en la Academia Team 3D en 2016, y luchó regularmente para una serie de diferentes promociones independientes con sede en Florida. Su primer partido público fue un esfuerzo ganador contra Trish Adora para la promoción Go Wrestle en Daytona Beach en agosto de 2016. Lane tuvo una prueba en el WWE Performance Center en febrero de 2017, después de lo cual le ofrecieron un contrato de desarrollo. Sin embargo, un examen físico reveló artritis en la rodilla, y el contrato fue rescindido. Lane pasó cuatro meses rehabilitando la rodilla, y en noviembre de 2017 se unió a The Crash en Tijuana, Baja California, México, y finalmente ganó su Campeonato Femenino de Keyra el 20 de enero de 2018. Ella sostuvo el título durante 175 días antes de perderlo ante Tessa Blanchard en un combate de triple amenaza que también incluyó a Santana Garrett el 14 de julio de 2018.

### WWE (2018-2025)
Después de pasar un segundo examen físico, Lane firmó con WWE en julio de 2018. Lane participó en el Mae Young Classics de ese año, derrotando a Vanessa Kraven en la primera ronda y Taynara Conti en la segunda ronda, antes de ser derrotado por Meiko Satomura en los cuartos de final. En septiembre de 2019, el bajo el nombre de Lane se cambió a Kayden Carter.

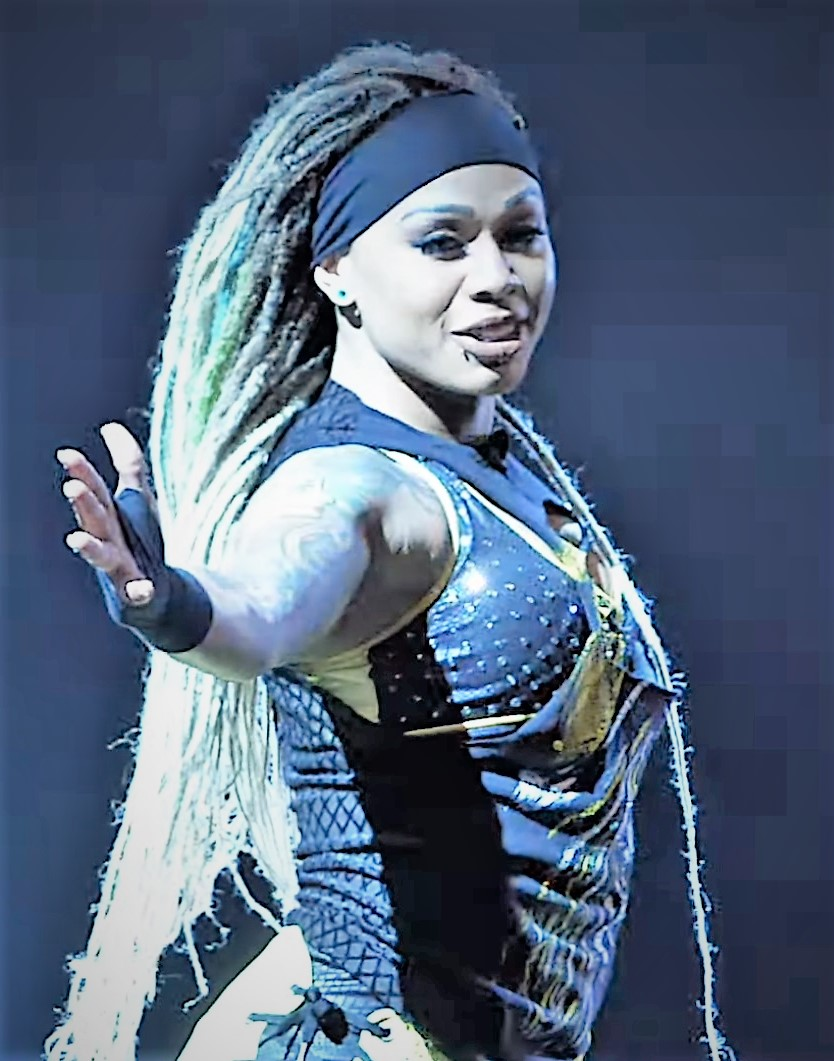
Carter en 2020.

En el episodio del 15 de noviembre de NXT, participó en un combate battle royal por un combate titular contra Rhea Ripley por el Campeonato Femenino de NXT, en el que no logró ganar. En el episodio del 29 de enero de 2020 de NXT, Carter tuvo su primera victoria televisiva, derrotando a Chelsea Green. 
En NXT del 25 de marzo, derrotada por Candice LeRae en un combate clasificatorio a la Ladder Match de NXT TakeOver: Tampa Bay por una oportunidad al Campeonato Femenino de NXT de Rhea Ripley. En NXT transmitido el 1 de abril, se enfrentó a Shotzi Blackheart, Dakota Kai, Deonna Purrazzo, Aliyah y a Xia Li en un Gauntlet Match para clasificar a la ladder Match por una oportunidad al Campeonato Femenino de NXT de Rhea Ripley, entrando de 5.ª, sin embargo fue eliminada por Blackheart.
A finales de 2020 empezó a hacer equipo con Kacy Catanzaro llamándose de forma no oficial como "Team Ninja", fueron anunciadas con uno de los equipos participantes para el primer Dusty Rhodes Tag Team Classic femenil donde en la primera ronda derrotaron a Toni Storm y Mercedes Martínez.
Debutó en Main Event transmitido el 26 de marzo, donde fue derrotada por la Campeona Femenina en Parejas de WWE Asuka, la siguiente semana en Raw, fue derrotada nuevamente por la Campeona Femenina en Parejas de WWE Asuka.
En NXT emitido el 13 de julio, junto a Kacy Catanzaro derrotaron a The Robert Stone's Brand (Aliyah & Jessi Kamea), en NXT emitido el 27 de julio, junto a Kacy Catanzaro derrotaron a Franky Monet & Jessi Kamea. En NXT emitido el 31 de agosto, se anunció que junto a Kacy Catanzaro recibieron una oportunidad a los Campeonatos Femeninos en Parejas de NXT de Io Shirai & Zoey Stark, la siguiente semana en NXT, junto a Kacy Catanzaro se enfrentaron a Io Shirai & Zoey Stark por los Campeonatos Femeninos en Parejas de NXT, sin embargo perdieron y después del combate, fueron atacadas por Mandy Rose, Gigi Dolin & Jayce Jane, la siguiente semana en NXT 2.0, junto a Kacy Catanzaro derrotaron a Gigi Dolin & Jacy Jayne por descalificación debido al ataque de una mujer misteriosa, revelándose como Mandy Rose con una nueva apariencia, pero salió Sarray ahuyentando a Rose, Dolin & Jayne, seguidamente junto a Kacy Catanzaro & Sarray fueron derrotadas por Mandy Rose, Gigi Dolin & Jacy Jayne. En NXT 2.0 del 2 de noviembre, junto a Kacy Catanzaro salieron hacia al ring para salvar a Io Shirai que estaba siendo atacada por Toxic Attraction (Gigi Dolin & Jacy Jayne), la siguiente semana en NXT 2.0, junto a Kacy Catanzaro e Io Shirai fueron derrotadas por Toxic Attraction (Mandy Rose, Gigi Dolin & Jacy Jayne), en NXT 2.0 del 23 de noviembre, junto a Kacy Catanzaro derrotaron a Indi Hartwell & Persia Pirotta.
En New Year's Evil, durante un segmento de backstage, estaba entrenando con Kacy Catanzaro hasta que llegó Amari Miller a charlar con ellas, seguidamente fueron desafiadas por Indi Hartwell & Persia Pirotta. A la siguiente semana en NXT 2.0, junto a Kacy Catanzaro & Amari Miller fueron derrotadas por Wendy Choo, Indi Hartwell & Persia Pirotta. En NXT 2.0 del 22 de febrero, junto a Kacy Catanzaro derrotaron a Ivy Nile & Tatum Paxley en la Primera Ronda del Dusty Rhodes Women's Tag Team Classic, avanzando a la Semifinal. En NXT Roadblock, junto a Kacy Catanzaro se enfrentaron a Io Shirai & Kay Lee Ray en la Semifinal del Dusty Rhodes Women's Tag Team Classic, sin embargo perdieron. En NXT Level Up emitido el 1 de abril, derrotó a Tatum Paxley.
En la edición del 2 de agosto de 2022 de NXT, Kayden junto a su compañera Kacy Catanzaro salieron victoriosas de un combate fatal de cuatro esquinas y se consagraron como las nuevas campeonas femeninas en pareja de NXT. El 20 de enero de 2023, Carter & Chance defendieron existosamente sus títulos ante The Unholy Union.
Como parte de una fuerte reestructuración en la empresa de lucha libre profesional WWE, el 2 de mayo de 2025, fue liberada de su contrato de la empresa, terminando 7 años de haber trabajado en la empresa.

## Campeonatos y logros
- World Wrestling Entertainment (WWE)
  - NXT Women's Tag Team Championship (1 vez) — con Katana Chance.
  - WWE Women's Tag Team Championship (1 vez) — con Katana Chance.
- The Crash
  - The Crash Women's Championship (1 vez).